# Eva Fuka

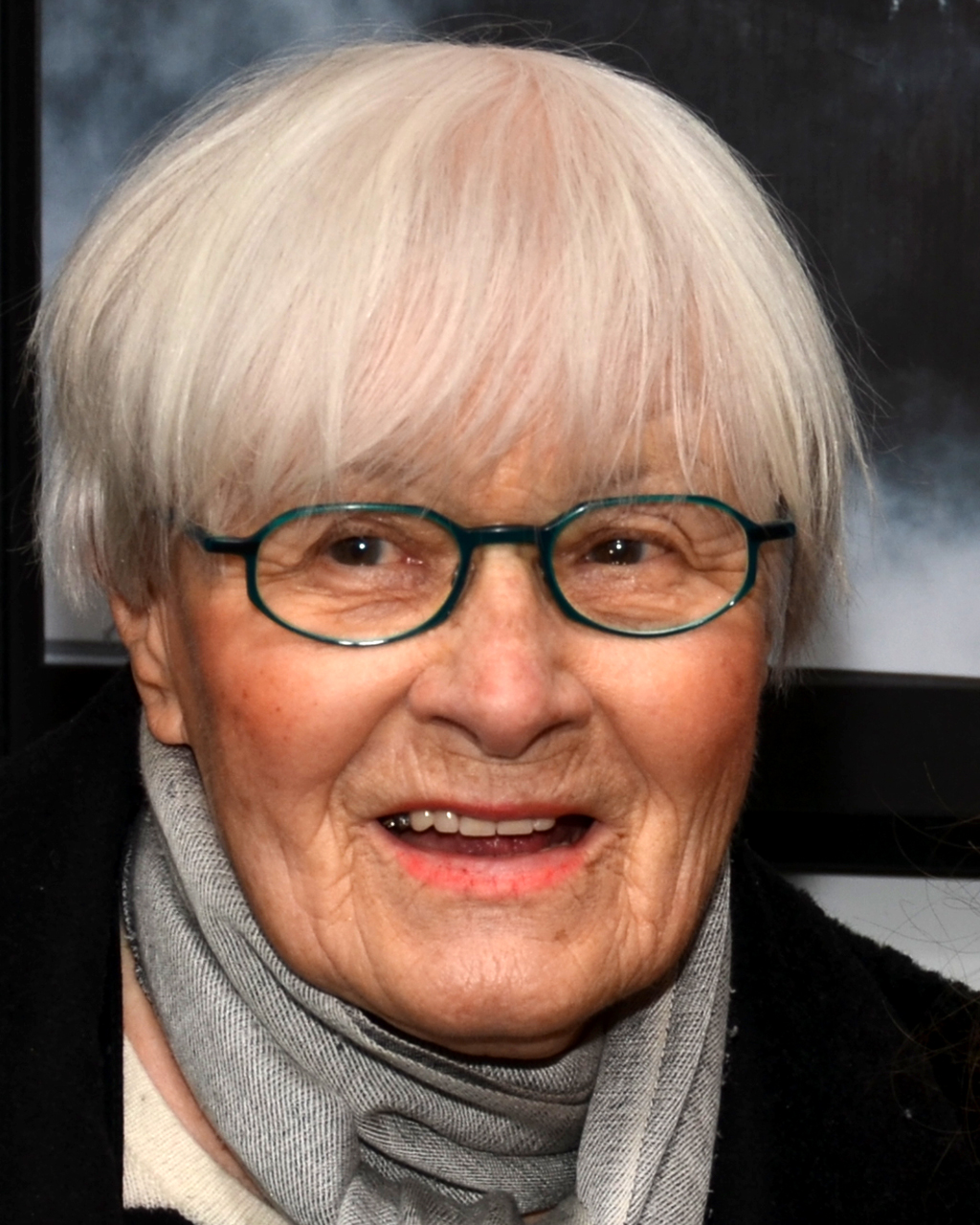
Eva Fuková 2015

Eva Fuka-Engle (tschechisch: Eva Fuková, geb. Eva Podešvová, * 5. Mai 1927 in Prag; † 25. November 2015) war eine tschechisch-amerikanische Fotografin.

## Biographie
Fuka wurde am 5. Mai 1927 in Prag in der Tschechoslowakei geboren. Ihr Vater František Podešva war Maler und ihre Mutter Marie Schriftstellerin. Ihr Großvater war Gründer der tschechischen Tageszeitung Lidové noviny.
1942 besuchte sie die staatlich anerkannte Hochschule für Grafik in Prag bei Professor Rudolf Skopec und studierte von 1945 bis 1950 an der Akademie der bildenden Kunst. 1950 heiratete sie ihren Künstlerkollegen Vladimír Fuka und brachte im Jahr 1951 ihr einziges Kind, Tochter Ivana, zur Welt.
Im Jahr 1967 flüchtete sie mit ihrer Familie in die USA. Nachdem ihr erster Ehemann 1977 an Diabetes starb, heiratete 1986 David H. Engle.
Fuka zählt zu den Gründungsfiguren der tschechischen Fotografie. Ihre Kunstwerke zeichnen sich durch besondere Effekte zwischen Licht und Schatten aus, die sie mit Hilfe der Umgebung erzielte. Ihre Arbeit als Fotografin begann 1939, als ihr Vater ihr eine Leica schenkte.  Später, im Jahr 1951, freundeten sie und ihr Ehemann sich mit einigen Intellektuellen, wie Jiří Kolář, Jan Hanč, Kamil Lhoták, Jan Rychlík, Zdeněk Urbánek und Josef Schwarz, an.
1963 veröffentlichte sie eine Monographie. Da die Fotografie zu Beginn der sechziger Jahre immer noch Schwierigkeiten hatte, in der Kunstwelt anerkannt zu werden, war dies ein wichtiger Schritt in ihrer Arbeit als weibliche Fotografin und Künstlerin. Nachdem Fuka 1996 und 2007 zwei große Ausstellungen hatte, wurde 2007 eine zweite Monographie von Torst veröffentlicht.
Fuka starb am 25. November 2015 im Alter von 88 Jahren.